# Pagode de Lingguang
La pagode de Lingguang (灵光塔) est une pagode bouddhiste en brique de style miyan qui se trouve dans le xian autonome coréen de Changbai dans le nord-est de la Chine. Elle a été construite du temps du royaume de Balhae (698-926/934), c'est la plus vieille pagode connue du nord-est.
Depuis 1988, elle est inscrite dans la liste des monuments de la république populaire de Chine (3-141). 

## Crédit d'auteurs
- (de) Cet article est partiellement ou en totalité issu de l’article de Wikipédia en allemand intitulé « Lingguang-Pagode » (voir la liste des auteurs).